# مرحبا بكم في عدن
مرحبا بكم في عدن (بالإسبانية:  Bienvenidos a Edén)‏ هو مسلسل إثارة إسباني من بطولة أمايا أبراستوري، بيرتا كاستاني، ألبرت بارو ولولا رودريغيز. صدر المسلسل على منصة نتفليكس في 6 مايو 2022.

## روابط خارجية
- مرحبا بكم في عدن على موقع IMDb (الإنجليزية)
- مرحبا بكم في عدن على موقع روتن توميتوز (الإنجليزية)
- مرحبا بكم في عدن على موقع نتفليكس (الإنجليزية)
- مرحبا بكم في عدن على موقع فيلمافينيتي (الإسبانية)
- مرحبا بكم في عدن على موقع كينوبويسك (الروسية)
- مرحبا بكم في عدن على موقع ألو سيني (الفرنسية)
- مرحبا بكم في عدن على موقع قاعدة بيانات الفيلم (الإنجليزية)